# Aimé Jacquet
Aimé Jacquet, född 27 november 1941 i Sail-sous-Couzan, är en fransk fotbollsspelare, tränare och förbundskapten.
Aimé Jacquet spelade som proffs i Saint-Étienne (1960-1973) och Lyon (1973-1975) innan han började en karriär som tränare. Han var tränare för Bordeaux då klubben dominerade fransk fotboll i 80-talet, med tre Division 1-titlar. 1993 tog han över Frankrikes herrlandslag. Under sin tid som förbundskapten nådde Frankrike semifinal i EM 1996 och vann VM 1998.